# حاجرناصب (خصب)
حاجرناصب منطقة سكنية تقع في ولاية خصب، التابعة لمحافظة مسندم في سلطنة عمان. يقدر عدد سكانها بـ 9 نسمة حسب إحصاء عام 2010 التابع للمركز الوطني للإحصاء والمعلومات الحكومي. رمز المنطقة هو 30120142.

## الوصلات الخارجية
- المركز الوطني للإحصاء والمعلومات، سلطنة عمان